# Christina Birkenhake
Christina Birkenhake (1961) é uma matemática alemã, especialista em geometria algébrica. É lecturer na Universidade de Erlangen-Nuremberg, no grupo de pesquisas sobre álgebra e geometria.

## Formação e carreira
Após estudar matemática desde 1982 na Universidade de Münster, Birkenhake obteve um doutorado (Dr. rer. nat.) em 1989 na Universidade de Erlangen-Nuremberg. Sua tese, Heisenberg-Gruppen ampler Geradenbündel auf abelschen Varietäten, foi orientada por Herbert Lange.
Trabalhou como pesquisadora assistente na Universidade de Erlangen-Nuremberg, onde obteve a habilitação em 1994, até que em 2001 obteve uma cátedra em análise complexa na Universidade de Mainz. Retornou para Erlangen–Nuremberg como lecturer em 2003.

## Contribuições
Com Herbert Lange, Birkenhake é co-autora do livro Complex Abelian Varieties (Grundlehren der mathematischen Wissenschaften 302, Springer, 1992; 2nd ed., 2004) e de Complex Tori (Progress in Mathematics 177, Birkhäuser, 1999). Também apresenta palestras públicas sobre matemática.